# Норильский исправительно-трудовой лагерь

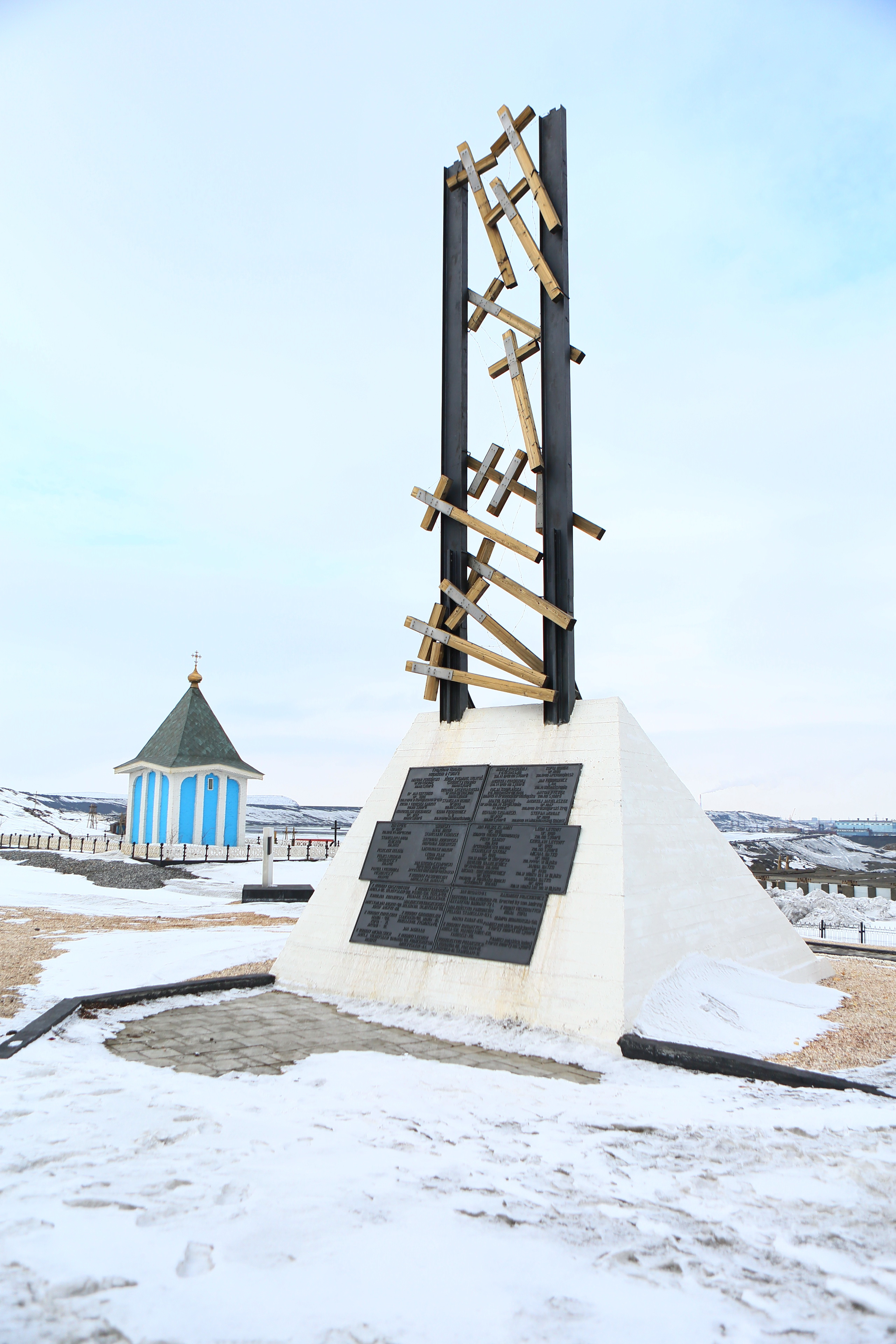
«Норильская Голгофа». Мемориал жертвам ГУЛАГа

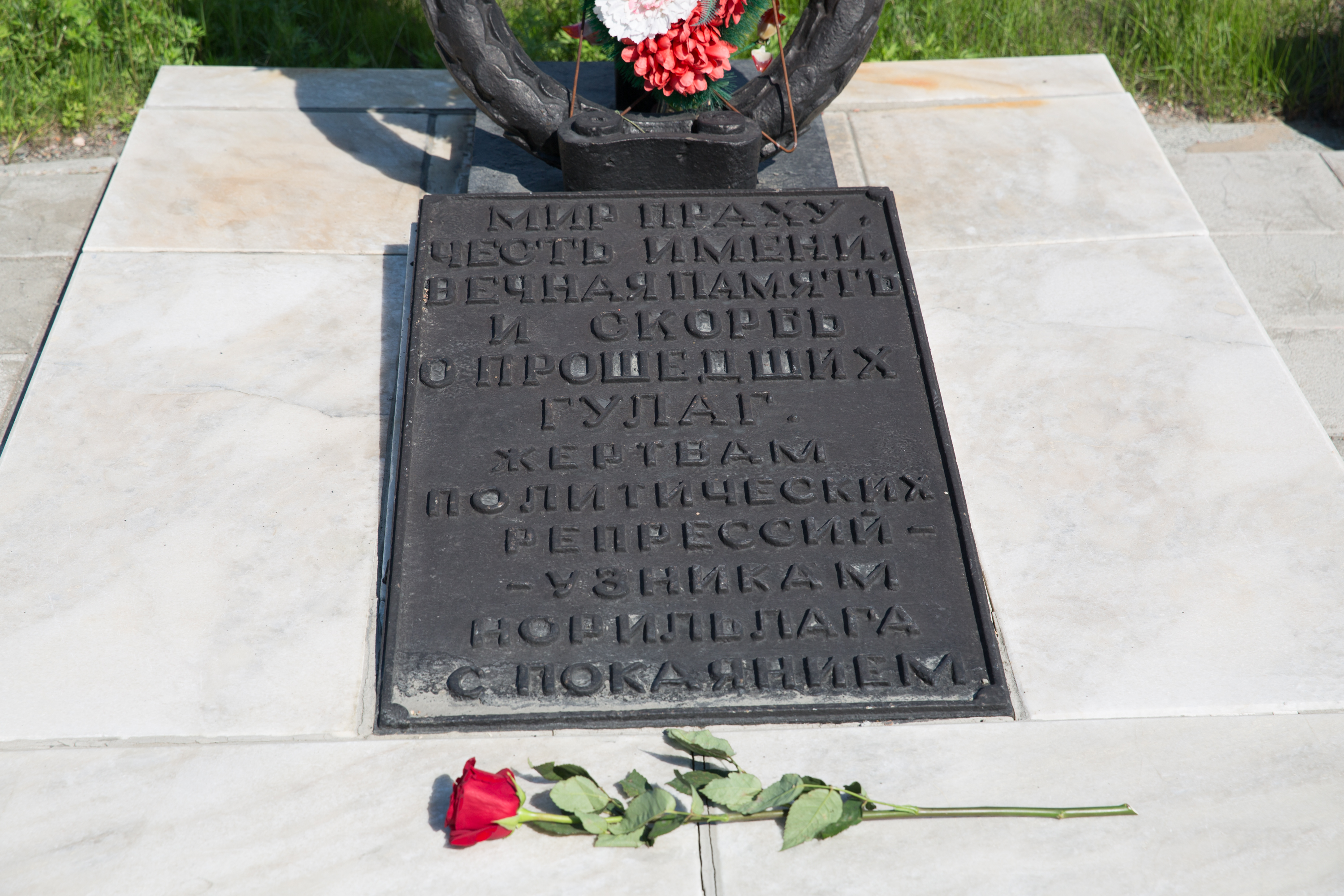
«Узникам Норильлага с покаянием» — посвящение на памятной доске

Нори́льский исправи́тельно-трудово́й ла́герь (Норильлаг) — исправительно-трудовой лагерь ГУЛАГа, находился в Норильске Красноярского края. Труд заключённых лагеря использовался на «Норильскстрое».

## История
Лагерь организован в 1935 году.
Постановление Совета Народных Комиссаров Союза ССР
Москва-Кремль
№ 1275—198сс
23 июня 1935 года
«О строительстве Норильского никелевого комбината»
ПРИКАЗ
НАРОДНОГО КОМИССАРА ВНУТРЕННИХ ДЕЛ СОЮЗА ССР
за 1935 год
СОДЕРЖАНИЕ:
№ 00239. Об организации строительства Норильского никелевого комбината
№ 00239. 25-го июня 1935 г., гор. Москва

Во исполнение постановлений ЦК и СНК Союза ССР от 23/VI 1935 г. за № 1275—198сс о передаче ГУЛАГу НКВД постройки Норильского никелевого комбината,

ПРИКАЗЫВАЮ:

1. Принять в сроки, установленные СНК от ГУСМП в Москве, Норильске и промежуточных базах весь личный состав, ассигнования, постройки, оборудование, материалы, архив и проч., касающееся Норильска.

2. Организовать в Норильске исправительно-трудовой лагерь, присвоив ему наименование: «Норильский исправительно-трудовой лагерь», возложив на таковой:

а) строительство Никелевого комбината;

б) освоение района расположения комбината и его предприятий….
Во время Второй мировой войны в НИТЛ умерло 7 223 человека. Основной причиной смерти было то, что заключённых почти не кормили, а сама еда была без надлежащего количества витаминов.
Из воспоминаний политзаключённого в 1937—1955 гг. Сибиряка Иллариона Сергеевича, члена КПСС с 1920 г., персонального пенсионера Союзного значения.
В Норильлаг наш этап прибыл в 1939 году из Соловецкой тюрьмы морским путём. Заключённым Норильлага я строил Норильский комбинат.
Реабилитирован в 1955 году. В 1956 году Норильлаг был закрыт.
Приказом МВД № 0348 от 22 августа 1956 существование Норильлага было прекращено, ИТЛ приказано ликвидировать с 1 сентября 1956 года и закончить ликвидацию к 1 января 1957 года. Ликвидком расформирован 16 мая 1957 г.
В системах ГУЛАГ в ИТЛ умер почти каждый четвёртый заключённый, а в ИТК — каждый третий заключённый в самом тяжёлом 1942-м году войны..

## Заключенные
Численность заключённых достигла пика в 1951 году, затем стремительно снижаясь вплоть до расформирования ИТЛ в 1956 году.
| Дата          | численность | Дата          | численность |
| ------------- | ----------- | ------------- | ----------- |
| 1 января 1935 | 1 200       | 1 января 1946 | 33 797      |
| 1 января 1936 | 1 251       | 1 января 1947 | 37 443      |
| 1 января 1937 | 9 139       | 1 января 1948 | 47 732      |
| 1 января 1938 | 7 927       | 1 января 1949 | 57 463      |
| 1 января 1939 | 11 560      | 1 января 1950 | 58 651      |
| 1 января 1940 | 19 500      | 1 января 1951 | 72 490      |
| 1 января 1941 | 20 535      | 1 января 1952 | 68 849      |
| 1 января 1942 | 23 779      | 1 января 1953 | 67 889      |
| 1 января 1943 | 30 757      | 1 января 1954 | 36 734      |
| 1 января 1944 | 34 570      | 1 января 1955 | 21 214      |
| 1 января 1945 | 31 822      | 1 января 1956 | 13 629      |

С сентября 1939 года по март 1943 года в Норильлаге находился в заключении Лев Николаевич Гумилёв. В это время он вместе с Сергеем Снеговым составил «Словарь наиболее употребляемых блатных слов и выражений». C мая 1939 года по декабрь 1946 года в Норильлаге отбывал наказание осуждённый в связи с Пулковским делом Николай Александрович Козырев. Также через этот лагерь прошёл и открывший Норильское месторождение Николай Николаевич Урванцев. Известный спортсмен Валерий Буре после ареста 14 октября 1936 был привезён в Норильлаг в августе 1939 года, освобождён в 1946-м. 9 января 1951 вновь осуждён к ссылке. В Норильске родились его дети известные спортсмены Алексей  (р. 12.07.1945) и Владимир  (р. 04.12.1950). В Норильлаге отбывал наказание будущий эвенкийский поэт Николай Оегир, в 1948 году осуждённый за недостачу продуктов в магазине.

## Начальники ИТЛ
- Матвеев В. З., начальник строительства и ИТЛ с 25.06.1935 по 13.04.1938[4].
- Завенягин А. П., начальник строительства с 08.04.38 по 29.03.41[4]
- Цуринов Н. С., старший лейтенант ГБ, с 26.04.1938 по 21.08.1938[4].
- Валик В. С., старший майор ГБ, с 15.09.38 по 09.03.39 г[4].
- Вершинин С. Я. с 04.1940 по 02.1941[4].
- Панюков А. А., начальник строительства по совместительству, старший лейтенант ГБ — генерал-майор, 02.04.1941 по 08.07.1948[4].
- Зверев В. С., начальник комбината по совместительству, инженер-полковник, с 08.07.1948 по 01.04.1953[4].
- Морозов Н. В., и. о. начальника ИТЛ, полковник внутренней службы, с 01.04.53 по ?[4].
- Кузнецов П. И., подполковник, с 18.01.1954 по 12.03.1955[4].
- Павлючек С. И., полковник, с 12.03.1955 — ?[4].

#### Начальники строительства
- Завенягин А. П., с 08.04.1938 по 29.03.1941[4]

## Память
С 1935 по 1956 годы на кладбище у горы Шмидта хоронили в братских могилах умерших и расстрелянных заключённых. С 1953 года у подножия горы Шмидта действовало городское кладбище Норильска, которое закрыли в 1987 году. Часть останков родственники перенесли на новое кладбище. В 1989 году силами норильского «Мемориала» и Музея истории освоения и развития Норильского промышленного района обнажившиеся останки перезахоронили и установили деревянный крест. В 1990 году там начал создаваться мемориальный комплекс «Норильская Голгофа». К настоящему времени он включает гранитную стелу; «Последние врата»; памятник-часовню Честного и Животворящего Креста Господня; звонницу; знак «Памяти жертв политических репрессий»; три памятника–креста офицерам прибалтийских государств, погибшим в Норильлаге; памятник полякам, погибшим во время сталинских репрессий; памятник евреям - жертвам Норильлага.